# Patrick Ebert
Patrick Ebert (ur. 17 marca 1987 w Poczdamie) – niemiecki piłkarz występujący na pozycji pomocnika w Rayo Vallecano.
Dotychczas w Bundeslidze rozegrał ponad 100 meczów. Występował w reprezentacji Niemiec U-21.